# 16888 Michaelbarber
16888 Michaelbarber este un asteroid din centura principală de asteroizi.

## Descriere
16888 Michaelbarber este un asteroid din centura principală de asteroizi. A fost descoperit pe 29 ianuarie 1998 la observatorul astronomic din Farra d'Isonzo. Asteroidul prezintă o orbită caracterizată de o semiaxă mare de 2,58 ua, o excentricitate de 0,18 și o înclinație de 13,7° în raport cu ecliptica.